# اوزرنویه (شهرستان مایمینسکی،جمهوری آلتای)
اوزرنویه (به لاتین: Ozernoye) یک منطقهٔ مسکونی در روسیه است که در جمهوری آلتای واقع شده‌است.